# Tunele
Tunele este un roman bestseller, prima carte din seria Tunele de Roderick Gordon și Brian Williams. În română, cartea a fost tradusă de Dan Doboș și publicată pentru prima dată de editura Corint Junior.

## Subiect
Will Burrows este un băiat de paisprezece ani care locuiește în Londra. Are puține lucruri în comun cu restul familiei sale, cu excepția pasiunii mistuitoare pentru săpături, pe care o împărtășește cu tatăl său. Când acesta dispare brusc, într-un tunel necunoscut, Will decide să investigheze dispariția tatălui său împreună cu prietenul lui, Chester. Curând, se trezesc în adâncul pământului, unde descoperă un secret întunecat și înfricoșător, un secret care i-ar putea costa chiar viața.